# Project Rub
Project Rub: The Rub Rabbits!! Es un juego de la plataforma Nintendo DS de Nintendo.
Es el predecesor del primer Project Rub, publicado por SEGA en el 2005-2006. Su clasificación según PEGI es de +12.
El objetivo del juego es el de ayudar al protagonista a conquistar a una chica superando unos minijuegos de índole humorística que aprovechan al máximo la pantalla táctil y el micrófono de la consola.
- Datos: Q2601170